# 184275 Laffra
184275 Laffra è un asteroide areosecante. Scoperto nel 2005, presenta un'orbita caratterizzata da un semiasse maggiore pari a 1,9181588 UA e da un'eccentricità di 0,0800388, inclinata di 18,94671° rispetto all'eclittica.